# 寓言新一族
《寓言新一族》是中国大陆拍摄的一部教育题材动画片，由央视制作，来栋敏执导，该作品主要讲述的是六个人通过戏剧的形式来讲述一些中国历史中有名的故事，每一集的故事都是独立的单元。

## 剧情
有六个性格各异，但是却是朋友的人，他们通过表演来向观众讲述中国历史中一些比较有名的成语故事，以及通过这些故事来对观众们将一些道理。

## 其他
- 该作参加了2008年的白玉兰奖。[6]

## 外部連結
- 豆瓣电影上《寓言新一族》的資料 （简体中文）